# Air Arabia
Air Arabia är ett lågprisflygbolag baserat i Sharja, Förenade arabemiraten. Bolaget trafikerar 89 destinationer i Mellanöstern, Nordafrika, Asien och Europa. Flygbolaget är baserat på Sharjas internationella flygplats. Air Arabia är medlem i Arab Air Carriers Organization.

## Historia
Air Arabia (العربية للطيران) grundades den 3 februari 2003 och blev de första lågpris bolaget i regionen. Bolaget startade sin trafik den 28 oktober 2003 med sin första flygning på linjen Sharja till Bahrain. Flygbolaget har Sharjas internationella flygplats som bas.

## Nya baser

### Marocko
Air Arabia har startat dotterbolaget Air Arabia Maroc med bas på Aéroport international Mohammed V, Casablanca. Bolaget började sin trafik den 6 maj 2009 och trafikerar linjer i Europa och Afrika med tre Airbus A320-214.

### Sydasien
2007 öppnade Air Arabia en nya bas i Nepals huvudstad Kathmandu för att trafikera Asien och Mellanöstern.

## Destinationer
- Se: Air Arabias destinationer (engelska Wikipedia)

## Flotta
| Flygplan        | I trafik | Order | Passagerare (Ekonomi) | Linjer                |
| --------------- | -------- | ----- | --------------------- | --------------------- |
| Airbus A320-214 | 34       | 16    | 162/168               | Kort och medeldistans |